# Holloman Air Force Base

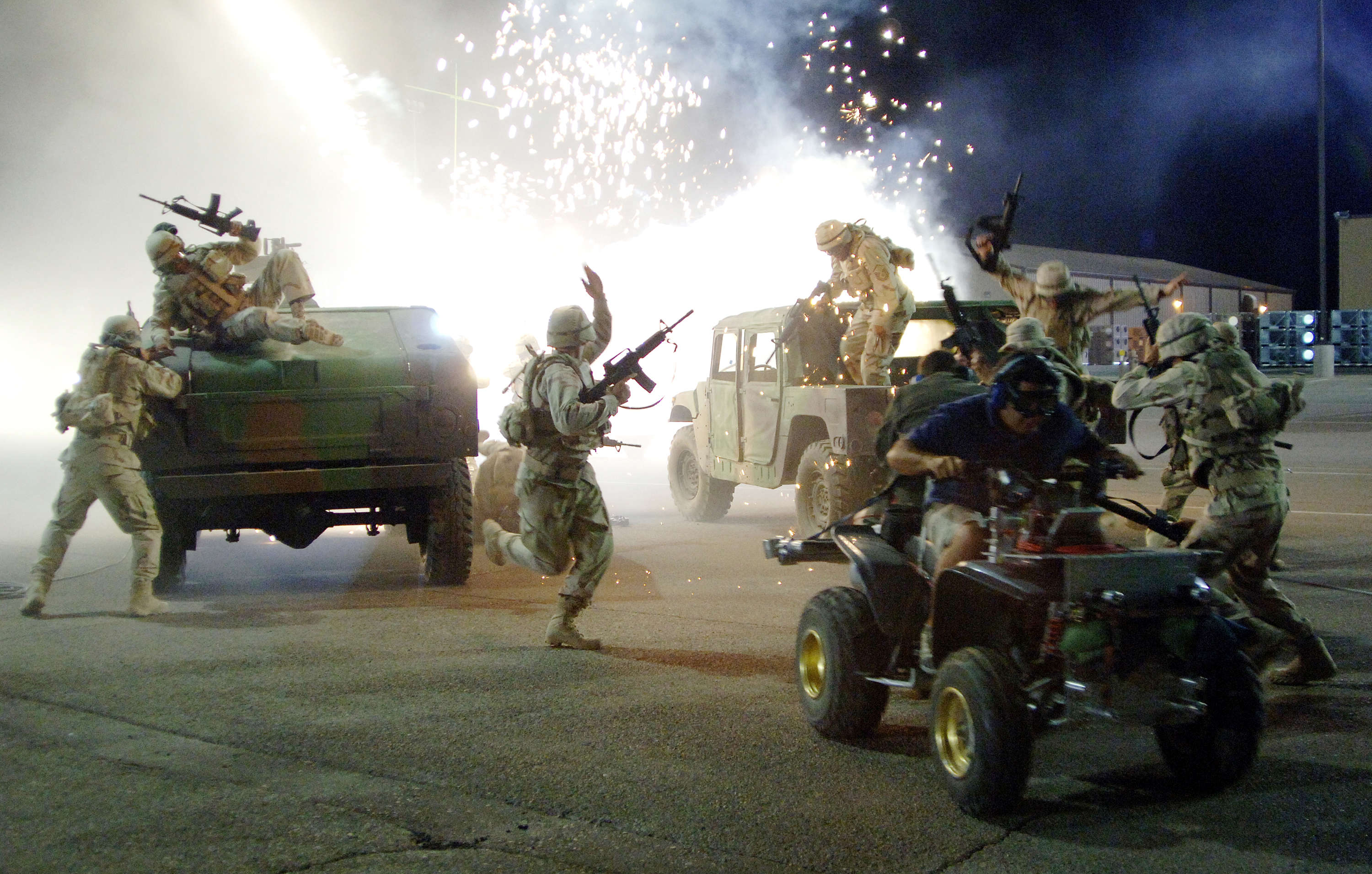
Zdjęcia do filmu Transformers na terenie bazy Holloman

Holloman Air Force Base – baza Sił Powietrznych Stanów Zjednoczonych, zlokalizowana 10 km na południe od Central Business District miasta Alamogordo w stanie Nowy Meksyk.
Ośrodek badawczy i konstrukcyjny rakiet.
Na terenie bazy kręcono sceny do filmów Transformers i Transformers 2.